# 成贤街

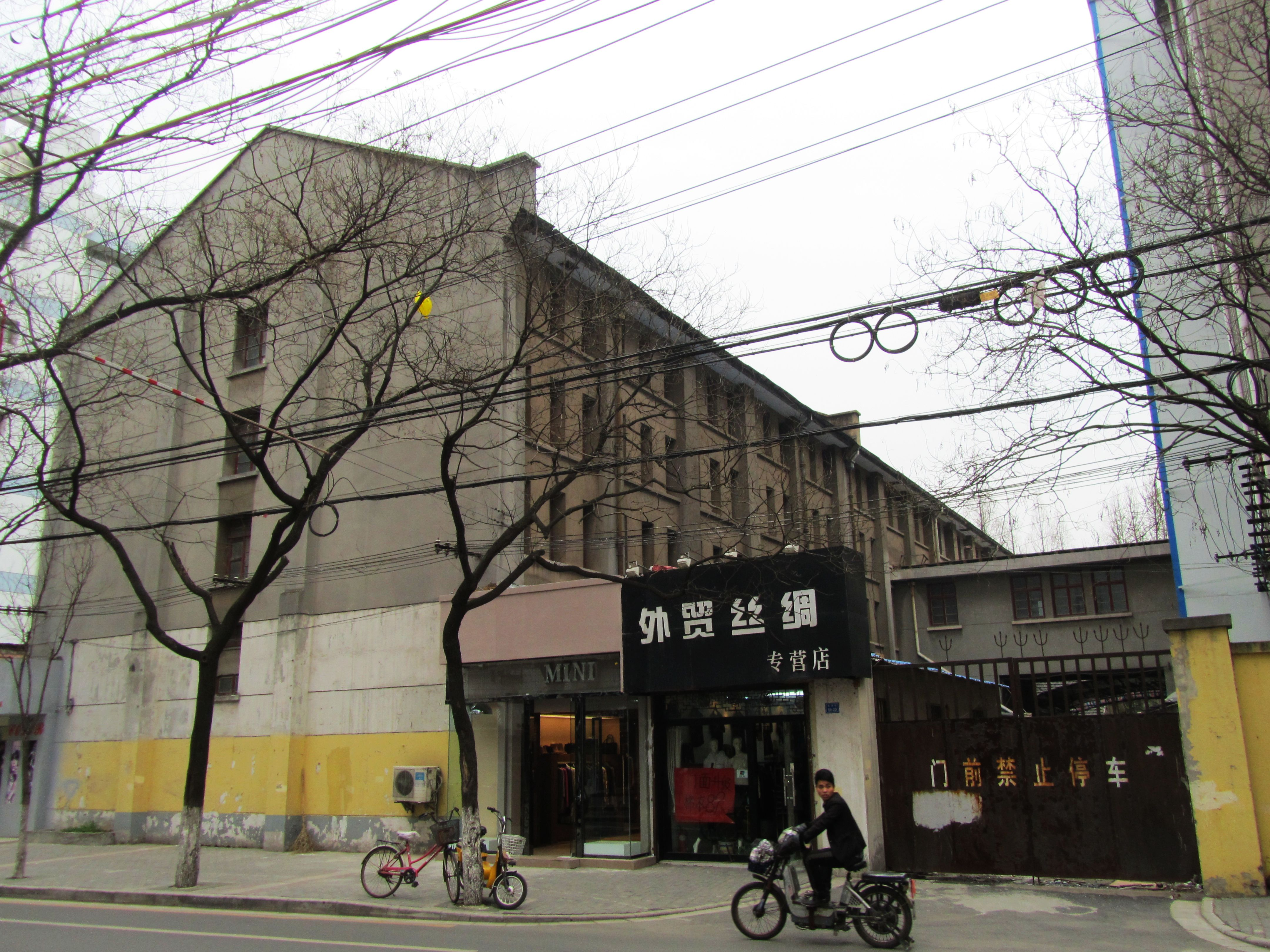
成贤街原国立中央图书馆旧址

成贤街是江苏省南京市玄武区的一条街道，因明朝最高学府国子监处于这一带而得名。成贤街南北走向，大致与东侧的珍珠河及太平北路平行，北起北京东路，分别与文昌桥相接、与学府路相交，南达珠江路珍珠桥，与碑亭巷相连，长约1公里，宽约15米。
成贤街上分布有东南大学（国立中央大学旧址）、南京图书馆（国立中央图书馆旧址），原国民政府教育部旧址、杨廷宝故居、谭延闿故居。